# Suzanna Lubrano
Suzanna Lubrano (* 10. November 1975) ist eine kap-verdische Zouksängerin. Ihr Stil lässt sich am besten als Mix aus Zouk und Rhythm and Blues beschreiben.

## Auszeichnungen
- 2003: Kora All African Music Award in der Kategorie Beste Künstlerin Westafrika[1]

## Diskografie

### Soloalben
- 2007 – Saida (Ausgang) (Mass Appeal Entertainment)
- 2003 – Tudo Pa Bo (Nur für dich) (Kings Records)
- 1999 – Fofó (Schatz) (Kings Records)
- 1997 – Sem Bó Nes Mund (Ohne dich in der Welt) (Kings Records)

### Andere Lieder
- Hijo de la luna (Festa Mascarado, Mass Appeal Entertainment, 2009)
- Sukrinha (2006)
- Mas um vez (Tropical Stars, Tropical Music, 2005)
- Silêncio (single CD, Coast to Coast, 2004)
- In Silence (single CD, Coast to Coast, 2004)
- Stilte (single CD, Coast to Coast, 2004)
- Paraiso (Jeux de Dames volume 4, Rubicolor, 2004)
- Dilemma (Jeux de Dames volume 3, Rubicolor, 2002)
- Nos dos (Beto Dias, Kings records, 2000)
- Our night (TxT Stars, volume 1, 1999)
- Cada momentu (Sukuru, Rabelados, 1996)

## Dies und Das
- Die Musik von Suzanna Lubrano ist bei Zouk und Lambadatänzern sehr beliebt.
- Suzanna ist im Besitz eines kapverdischen Diplomatenpasses.